# Pathfinder, le jeu de rôle
Pour les articles homonymes, voir Pathfinder.
Pathfinder — le jeu de rôle (Pathfinder Roleplaying Game, abrégé en Pathfinder RPG) est un jeu de rôle sur table de fantasy publié en anglais par Paizo Publishing depuis 2009 et traduit en français par Black Book Éditions, sous licence ludique libre (OGL).
Ce jeu de rôle se fonde sur les règles de Donjons et Dragons édition 3.5 qu'il enrichit et améliore. Il est largement compatible avec Donjons et Dragons 3.5, et constitue pour ses fans une alternative à la quatrième édition de Donjons et Dragons, laquelle n'est pas compatible avec l'édition précédente.
Avant de devenir un jeu de rôle à part entière, Pathfinder était une gamme de campagnes destinées à être utilisées avec Donjons et Dragons 3.5, se déroulant dans un monde distinct, Golarion, qui leur servait alors d'arrière-plan. Avec l'épanouissement du jeu, Golarion est devenu le monde de base de l'univers de Pathfinder.
Les campagnes sont publiées en séries de six ouvrages, accompagnées d'un livret de présentation destiné aux joueurs. D'autres manuels complémentaires ont également été publiés afin d'enrichir l'expérience de jeu et/ou le monde de Golarion, soit des scénarios indépendants, des guides régionaux, …

## Historique
De 2002 à 2007, Paizo Publishing est l'éditeur des magazines Dragon et de Dungeon, consacrés à Donjons & Dragon. La licence de Wizards of the Coast (WotC) prend fin en octobre 2007, ces deux revues devenant des publications en ligne ; Paizo annonce alors la publication de Pathfinder GameMastery Adventure Path, un mensuel de 96 pages, pour remplir le vide laissé par l'arrêt des deux publications officielles. Le magazine Dragon publiait des campagnes par épisode sous le nom Adventure Path ; le mensuel Pathfinder continue cette démarche, la moitié d'un numéro contient un épisode de la campagne, l'autre moitié des éléments de contexte (nouvelle, description du cadre de campagne).
C'est ainsi que sort en août 2007 le numéro 1 de Pathfinder GameMastery Adventure Path intitulé Burnt Offerings (Les Offrandes calcinées), inaugurant ainsi la première campagne Rise of the Runelords (L'Éveil des seigneurs des runes).
Outre le mensuel Pathfinder GameMastery Adventure Path — rebaptisé simplement Pathfinder Adventure Path à partir de 2009 —, Paizo publie d'autres ouvrages pour Donjons et Dragons 3.5 :
- les Pathfinder Chronicles, des suppléments de contexte décrivant Golarion, le monde où se déroulent les campagnes ;
- les GameMastery Modules (jusqu'en avril 2008) ou Pathfinder Modules (à partir de juin 2008), des scénarios individuels.

En février 2008, Black Book Éditions commence à publier la gamme traduite en français.
En juin 2008, lorsque WotC sort la 4e édition de Donjons et Dragons, Paizo décide de continuer à publier pour la version 3.5.
Paizo avait anticipé l'annonce de l'arrêt de la publication de la version 3.5 par WotC, et lancé le projet d'un jeu de rôle spécifique ; les premiers documents de test sont mis en téléchargement en mars 2008. Au fur et à mesure des publications, et en prenant en compte les avis des 50 000 joueurs ayant téléchargé le document de test, l'équipe de Paizo ajuste les règles. Ils publient le corpus de règles, le Pathfinder Role Playing Game, en août 2009 avec le Core Rulebook (Manuel des joueurs en français). À partir de là, les Adventure Path, Pathfinder Chronicles et Pathfinder Modules font référence à Pathfinder RPG et non plus à Donjons et Dragons 3.5.
En application de la licence ludique libre, Paizo crée un label Pathfinder Compatible, désignant des produits édités par d'autres compagnies, mais compatibles avec le jeu de rôle Pathfinder.
Lors de la PaizoCon 2016, l'éditeur a annoncé la publication d'un jeu de science-fiction sous licence libre fondé sur Pathfinder et situé mille ans dans le futur de son univers Golarion. Le jeu s'appellera Starfinder et est annoncé pour août 2017. L'éditeur prévoit également de sortir le « cœur des règles » — le Manuel des joueurs — au format poche (576 p. à un format proche de A5 pour 900 g), ainsi que le bestiaire.
En mars 2018, Paizo annonce la publication d'une deuxième édition. Les ouvrages de test, les Pathfinder Playtest, seront vendus à partir d'août 2018,. Le jeu devrait être traduit en français par Black Book Éditions.

## Règles du jeu
Les règles sont à la bases celles de Donjons et Dragons 3.5. le système a été conçu pour être le plus possible compatible avec D&D 3.5, en ajoutant des règles sans en retirer. La compatibilité n'est toutefois pas parfaite, et Paizo fournit un guide de 16 pages pour convertir les personnages.
Les principaux ajouts sont les suivants :
- les personnages acquièrent des dons tous les deux niveaux, aux niveaux impairs, au lieu de tous les trois niveaux ; chaque classe gagne « quelque chose » aux niveaux pairs (il y a donc un gain à chaque niveau) : les guerriers gagnent des entraînements aux armes et armures, les roublards gagnent des talents, … cela rend plus attractif le fait de jouer des personnages mono-classés ;
- il  y a environ 50 % de dons supplémentaires disponibles ;
- les talents de classe sont en général utilisables de manière plus large ; par exemple :
  - les barbares gagnent des capacités spéciales lorsqu'ils sont en rage,
  - les prêtres gagnent un pouvoir supplémentaire aux niveaux 4, 6 ou 8,
  - les druides qui ne choisissent pas de compagnon animal sont spécialisés dans un domaine naturel ou un élément à la place,
  - le familier du magicien est remplacé par un pacte magique, qui peut être un familier ou un objet fétiche qui lui permet de lancer un sort non préparé,
  - le pouvoir d'imposition des mains des paladins permet de soigner diverse affections,
  - l'attaque sournoise des roublards s'applique aussi aux constructions, aux plantes et aux morts-vivants,
  - les magiciens gagnent des capacités basées sur leur spécialisation,
  - les bardes et paladins ont plus de sorts par jour, les sorts élémentaires (tours de magie de magiciens et cantiques des prêtres) sont utilisables à volonté ;
- le pouvoir de prêtre de repousser les morts-vivants est remplacé par le pouvoir de canaliser l'énergie positive ou négative, selon l'alignement ; cela permet dans certains cas d'éviter le recours à des sorts de blessure ou de soin, et donc augmente de fait le nombre de sorts disponibles par jour ;
- certaines classes ont de nouvelles possibilités ; par exemple, le rôdeur a un environnement de prédilection, l'ensorceleur a un lignage qui lui donne des sorts et capacités particulières ;
- les classes ont une « touche finale » au niveau 20, ce qui incite à amener un personnage à ce niveau (et donc à jouer un mono-classé) ; par exemple, le barde peut faire mourir de joie ou de tristesse grâce à sa représentation artistique, et le châtiment du Mal du paladin lui permet de bannir un extérieur mauvais.

Par ailleurs, les règles ont été modifiées pour rééquilibrer les options. Les principaux ajustement sont :
- la nature des dés de vie est couplée au rythme de progression du bonus de base à l'attaque, ce qui équivaut à remonter la valeur du dé de vie pour les classes « faibles » (bardes, magiciens, roublards) ; plus aucune classe n'a un d4 de dé de vie ;
- les règles de combat non-blessantes (manœuvres de combat : désarmer, bousculer, …) sont simplifiées et unifiées ; c'est simplement un jet de bonus de manœuvre offensive (BMO) contre degré de manœuvre défensive (DMD) ;
- les sorts de métamorphose (polymorphisme) sont simplifiés (par exemple anatomie mort-vivante N, corps élémentaire N, forme bestiale N) ; les modifications de caractéristiques et capacités ne dépendent quasiment plus du type d'animal, il n'est plus nécessaire d'avoir une feuille de personnage séparée pour chaque forme, ni de consulter le Bestiaire ;
- les règles de compétences sont simplifiées : le coût d'achat en points de compétences est le même pour les compétences de classe et les autres, les compétences de classe ont simplement un bonus de +3 (même pour un multiclassage) ; certaines compétence sont fusionnées (écouter, rechercher et apercevoir deviennent perception) ;
- se multiclasser ne demande plus de dépense de points d'expérience, mais le monoclassage donne à l'inverse des bonus de compétence ou de points de vie ;
- les personnages ne perdent plus d'expérience, mais ils peuvent acquérir des niveaux négatifs, qui sont très dispendieux à guérir ; la création d'objets magique ne nécessite plus la dépense de points d'expérience, mais l'emploi de composantes matérielles très chères ;
- les personnages meurent plus difficilement : le seuil négatif est égal à la constitution (au lieu de -10), le jet de stabilisation a un degré de difficulté de 10, et le seuil des dégâts massifs augmente avec les points de vie.

## Publications

### Règles
Livres de base
- Tim Connors et al., Manuel des joueurs [« Core Rulebook »], Black Book Éditions, 2009, 582 p. (ISBN 978-2-915847-65-9) (août 2009 pour l'édition originale)
- Jason Bulmahn et al., Bestiaire [« Bestiary »], Black Book Éditions, 2010, 328 p. (ISBN 978-2-915847-88-8) (octobre 2009 pour l'édition originale)
- Cam Banks et al., Guide du maître [« GameMastery Guide »], Black Book Éditions, 2010, 320 p. (ISBN 978-2-915847-94-9) (juin 2010 pour l'édition originale)

Ouvrages complémentaires
- Jason Bulmahn, Écran du meneur de jeu [« GameMaster's Screen »], Black Book Éditions, 2010 (ISBN 978-2-915847-78-9) (novembre 2009 pour l'édition originale)
- Jason Bulmahn et al., Manuel des joueurs. Règles avancées [« Advanced Payer's Guide »], Black Book Éditions, 2010, 336 p. (ISBN 978-2-36328-000-8) (août 2010 pour l'édition originale)
- Wolfgang Baur et al., Bestiaire 2 [« Bestiary 2 »], Black Book Éditions, 2011, 328 p. (ISBN 978-2-36328-001-5) (décembre 2010 pour l'édition originale)
- Jesse Benner et al., Bestiaire 3 [« Bestiary 3 »], Black Book Éditions, 2013, 32 p. (ISBN 978-2-36328-103-6) (décembre 2011 pour l'édition originale)

### Suppléments de contexte
Suppléments généraux
- Keith Baker et al., La Mer Intérieure : Cadre de campagne [« The Inner Sea World Guide »], Black Book Éditions, 2011, 320 p. (ISBN 978-2-36328-003-9)
description de Golarion et en particulier du pourtour de la mer Intérieure ; cet ouvrage intègre le contenu de deux ouvrages précédents, l'Atlas[13] et le Campaign Setting[14] (non traduit)
- Todd Stewart, James L. Sutter et al., Manuel des plans & des mondes lointains, Black Book Éditions, coll. « Pathfinder Univers », 2013 (ISBN 978-2-36328-007-7)
 description plus détaillée du système solaire et du Grand Au-Delà (les plans d'existence) ; cet ouvrage intègre le contenu de deux ouvrages en anglais, Distant Worlds[15] et The Great Beyond[16]

Suppléments détaillés

### Campagnes
La gamme Pathfinder campagne est également nommée Une route pour l'aventure (GameMastery Adventure path, Pathfinder Adventure Path). Les campagnes consistent en un guide du joueur, qui présente l'environnement où se déroulent les aventures (ville, région, cultures), et six livres (une publication par mois). Les campagnes sont calibrées pour un groupe de quatre personnages avec une progression de niveau variable selon les campagnes, généralement du niveau 1 jusqu'aux niveau 15 ou 16.
Les campagnes Pathfinder publiées pour Donjons et Dragons 3.5 sont :
- L'Éveil des seigneurs des runes (Rise of the Runelords) : numéros 1 à 6 de Pathfinder : Une route pour l'aventure, publié d'août 2007 à février 2008, traduit en français en 2008 ;
- La Malédiction du trône écarlate (Curse of the Crimson Throne)[17] :
  - Le Guide du Joueur de La Malédiction du Trône écarlate (Curse of the Crimson Throne Player's Guide) (février 2008/février 2009),
  - #7 Au bord de l'anarchie (Edge of Anarchy) (mars 2008/mars 2009),
  - #8 Sept jours pour mourir (Seven Days to the Grave) (avril 2008/mars 2009),
  - #9 Il faut fuir ! (Escape from Old Korvosa) (mai 2008/mai 2009),
  - #10 Histoire de Cendres (A History of Ashes) (juin 2008/juin 2009),
  - #11 Les Squelettes de Balafre (Skeletons of Scarwall) (juillet 2008/septembre 2009),
  - #12 La Couronne de Crocs (Crown of Fangs) (août 2009/décembre 2009) ;
- Le Retour des ténèbres (Second Darkness) :
  - Le Guide du Joueur du Retour des ténèbres
  - #13 Une Ombre dans le ciel (Shadow in the Sky) (août 2008),
  - #14 Les Enfants du néant (Children of the Void) (octobre 2008),
  - #15 L'Echo de l'Armaggedon (The Armageddon Echo) (novembre 2008),
  - #16 La Nuit éternelle (Endless Night) (décembre 2008),
  - #17 Un Ténébreux souvenir (A Memory of Darkness) (janvier 2009),
  - #18 Au Cœur de la nuit (Descent into Midnight) (février 2009) ;
- L'Héritage du feu (Legacy of Fire) (paru en français en décembre 2012)  :
  - Guide du joueur de l'Héritage du feu (mars 2009),
  - #19 Le Hurlement du roi Charognard (Howl of the Carrion King) (mars 2009),
  - #20 La Demeure de la Bête (House of the Beast) (avril 2009),
  - #21 Le Prix du chacal (The Jackal's Price) (avril 2009),
  - #22 La Fin de l'éternité (The End of Eternity) (mai 2009),
  - #23 L'Œil impossible (The Impossible Eye) (juin 2009),
  - #24 Le Dernier souhait (The Final Wish)) (juillet 2009),
  - L'Héritage du feu. La campagne complète (boîte).

Les campagnes publiées spécifiquement pour le jeu de rôle Pathfinder sont :
- édition « Anniversaire » (actualisée avec les règles de Pathfinder) de L'Éveil des seigneurs des runes (Rise of the Runelords)
  - Rise of the Runelords Anniversary Edition Player's Guide
  - Rise of the Runelords Anniversary Edition
- Le Conseil des voleurs (Council of Thieves) (non paru en français en 2013)  :
  - Player's Guide (août 2009)
  - #25 The Bastards of Erebus (août 2009),
  - #26 The Sixfold Trial (septembre 2009),
  - #27 What Lies in Dust,
  - #28 The Infernal Syndrome,
  - #29 Mother of Flies,
  - #30 The Twice-Damned Prince ;
- Kingmaker :
  - Le Guide du joueur de Kingmaker (Kingmaker Player's Guide) (avril 2010/mars 2011),
  - #31 Terres volées (Stolen Land) (mars 2010/février 2011),
  - #32 Quand les rivières se teintent de rouge (Rivers Run Red) (avril 2010/août 2011),
  - #33 Les Disparus de Varnhold (The Varnhold Vanishing) (mai 2010/septembre 2011),
  - #34 Le Prix du sang (Blood for Blood) (juin 2010/novembre 2011),
  - #35 La Guerre des rois du fleuve (War of the River Kings) (juillet 2010/décembre 2011),
  - #36 Un Millier de hurlements (Sound of a Thousand Screams) (août 2010/);
- Serpent's Skull :
  - Serpent's Skull Player's Guide,
  - #37 Souls for Smuggler's Shiv,
  - #38 Racing to Ruin,
  - #39 The City of Seven Spears,
  - #40 Vaults of Madness,
  - #41 The Thousand Fangs Below,
  - #42 Sanctum of the Serpent God ;
- La Couronne putréfiée (Carrion Crown)[18] :
  - Le Guide du joueur de La Couronne putréfiée (Carrion Crown Player's Guide),
  - #43 Les Fantômes de Roctourment (Haunting of Harrowstone),
  - #44 Le Procès de la bête (Trial of the Beast),
  - #45 Broken Moon,
  - #46 Wake of the Watcher,
  - #47 Ashes at Dawn,
  - #48 Shadows of Gallowspire ;
- Jade Regent :
  - Jade Regent Player's Guide,
  - #49 The Brinewall Legacy,
  - #50 Night of Frozen Shadows,
  - #51 The Hungry Storm,
  - #52 Forest of Spirits,
  - #53 Tide of Honor,
  - #54 The Empty Throne ;
- Skulls & Shakles :
  - Skull & Shackles Player's Guide,
  - #55 The Wormwood Mutiny,
  - #56 Raiders of the Fever Sea,
  - #57 Tempest Rising,
  - #58 Island of Empty Eyes,
  - #59 The Price of Infamy,
  - #60 From Hell's Heart ;
- Shattered Star :
  - Shattered Star Player's Guide,
  - #61 Shards of Sin,
  - #62 Curse of the Lady's Light,
  - #63 The Asylum Stone,
  - #64 Beyond the Doomsday Door,
  - #65 Into the Nightmare Rift,
  - #66 The Dead Heart of Xin ;
- Reign of Winter :
  - Reign of Winter Player's Guide,
  - #67 The Snows of Summer,
  - #68 The Shackled Hut,
  - #69 Maiden, Mother, Crone,
  - #70 The Frozen Stars,
  - #71 Rasputin Must Die !
  - #72 The Witch Queen's Revenge ;

- Wrath of the Righteous :
  - Wrath of the Righteous Player's Guide,
  - #73 The Worldwound Incursion,
  - #74 Sword of Valor,
  - #75 Demon's Heresy,
  - #76 The Midnight Isles,
  - #77 Herald of the Ivory Labyrinth,
  - #78 City of Locusts ;
- Mummy's Mask :
  - Mummy's Mask Player's Guide,
  - #79 The Half-Dead City,
  - #80 Empty Graves,
  - #81 Shifting Sands,
  - #82 Secrets of the Sphynx,
  - #83 The Slave Trenches of Hakotep,
  - #84 Pyramid of the Sky Pharaoh;

### Modules
Paizo publie également des scénarios « unitaires », sous l'intitulé GameMastery Modules ou Pathfinder Modules.
Modules pour Donjons et Dragons 3.5 :
- série « donjon » (dungeon adventure) :
  - D0 : Le Dernier espoir de Nid-du-Faucon (Hollow's Last Hope), Jason Bulmahn et F. Wesley Schneider
  - D1 : La Couronne du Roi kobold (Crown of the Kobold King), Nicolas Logue
  - D1.5 : Revenge of the Kobold King, Nicolas Logue
  - D2 : Les Sept épées du péché (Seven Swords of Sin), James Sutter et coll. (« Deadliest Room Contest »)
  - D3 : The Demon Within, Stephen S. Greer et Tim Hitchcock
  - D4 : Hungry Are the Dead, Tim Hitchcock
- série « sauvage » (wilderness adventure) :
  - S1 (FR), W1 (US) : La conquête du val Sanglant (Conquest of Bloodsworn Vale), Jason Bulmahn
  - W2 : River into Darkness, Greg A. Vaughan
  - W3 : Flight of the Red Raven, David Schwartz (vainqueur du GameMastery Module Open Call )
- série « urbain » (urban adventure) :
  - U1 : Gallery of Evil, Stephen S. Greer
  - U2 : Hangman's Noose, Nicolas Logue
- série « voyage » (journey adventure) :
  - J1 : Entombed with the Pharaohs, Michael Kortes
  - J2 : Guardians of Dragonfall, Anson Caralya
  - J3 : Crucible of Chaos, Wolfgang Baur
  - J4 : The Pact Stone Pyramid, Michael Kortes
  - J5 : Beyond the Vault of Souls, Colin McComb
- série treasure chest wilderness adventure (chasse au trésor)
  - TC1 : Into the Haunted Forest, Greg A. Vaughan
- série « événement » (event-based adventure) :
  - E1 : Carnival of Tears, Nicolas Logue et Tim Hitchcock
  - E2 : Blood of Dragonscar, Keith Baker
- série Last Baron infiltration adventure (infiltration chez le Dernier baron)
  - LB1 : Tower of the Last Baron, Stephen S. Greer
  - LB2 : Treasure of Chimera Cove, Anson Caralya
- série Superstar dungeon adventure
  - S1 : Clash of the Kingslayers, Christine Schneider (vainqueur du Paizo’s first RPG Superstar )

Modules pour Pathfinder :
- Crypt of the Everflame, Jason Bulmahn
- Carrion Hill, Richard Pett
- Masks of the Living God, Jason Bulmahn
- Realm of the Fellnight Queen, Neil Spicer
- City of Golden Death, Joshua J. Frost
- From Shore to Sea, Brandon Hodge
- Master of the Fallen Fortress, Rob McCreary
- Curse of the Riven Sky, Monte Cook
- The Witchwar Legacy, Greg A. Vaughan
- The Godsmouth Heresy, Rob McCreary
- Cult of the Ebon Destroyers, Matthew Goodall (vainqueur du Paizo Publishing's RPG Superstar )
- Tomb of the Iron Medusa, Mike Shel
- Academy of Secrets, Brian Cortijo
- Nous, gobelins ! (We Be Goblins!), Richard Pett
- The Harrowing, Crystal Frasier
- Feast of Ravenmoor, Brandon Hodge
- The Ruby Phoenix Tournament, Tim Hitchcock
- The Midnight Mirror, Sam Zeitlin (vainqueur du Paizo Publishing's annual RPG Superstar 2011)
- No Response from Deepmar, Stephen S. Greer
- L'Aube écarlate (Dawn of the Scarlet Sun), James Jacobs
- The Moonscar, Richard Pett

## Starfinder
Starfinder est un projet annoncé en mai 2016, publié en août 2017 par Paizo Publishing et traduit en français en décembre 2018 par Black Book Éditions. Il s'agit d'une version space opera de Pathfinder, se déroulant dans le plan Matériel du Grand Au-Delà, un millier d'années après la période décrite pour Golarion.
La mémoire des populations ne remonte qu'à 300 ans avant l'époque décrite ; tout ce qui était avant est tombé dans l'oubli, ce phénomène est nommé the Gap. La planète Golarion a disparu, et sur son orbite tansite maintenant la Station Absolom ; les dieux affirment que Golarion existe toujours mais refusent de dire quoi que ce soit à son sujet. L'absence de la planète permet de ne pas contraindre l'histoire de la planète, et donc les aventures jouées à Pathfinder. À la magie s'est ajoutée la technologie : voyages en vaisseaux spatiaux, armure robotisées, armes à énergie. Une intelligence artificielle a accédé au statut de divinité. Les espèces intelligentes qui peuplaient Golarion vivent maintenant sur la plateforme spatiale Absalom, et la Starfinder Society a pour but de découvrir ce qui s'est passé avant le Gap.
La précommande est lancée en janvier 2017 pour une parution prévue en août 2017, accompagné du premier scénario d'un campagne (Adventure Path) nommée Dead Suns,.

## Autres développements
L'éditeur Gun Metal Games a lancé une souscription pour Interface Zero 2.0, un jeu cyberpunk compatible avec Pathfinder.